# 時論
時論，古印度學派之一，被佛教視為外道，稱為時論外道、時計外道、時敬外道、時散外道。這個學派認為時間是個實體，常住不變，為一切事物之因，也是涅槃解脫之因。

## 概論
古印度稱時間為迦羅（kala），時論以此得名。《大智度論》記載，他們的經典，稱為時經。時論師認為，萬物皆由時間所造作。
時論與勝論師相同，認為過去、未來為實體。